# Diagrama de blocs funcional

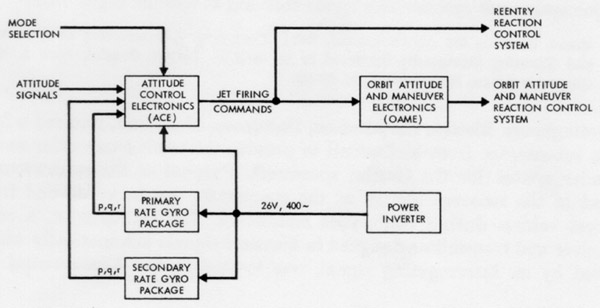
Diagrama de blocs funcional del control d'actitud i les maniobres del sistema electrònic de la nau espacial Gemini, Juny de 1962.

Un diagrama de blocs de processos o diagrama de blocs funcional és la representació gràfica dels diferents processos d'un sistema i el flux de senyals on cada procés té un bloc assignat i aquests s'uneixen per fletxes que representen el flux de senyals que interaccionen entre els diferents processos.
Les entrades i sortides dels blocs es connecten entre si amb les línies de connexió o enllaços. Les línies senzilles es poden utilitzar per connectar dos punts lògics del diagrama, és a dir:
- Una variable d'entrada i una entrada d'un bloc
- Una sortida d'un bloc i una entrada d'un altre bloc
- Una sortida d'un bloc i una variable de sortida

Es mostren les relacions existents entre els processos i el flux de senyals de forma més realista que una representació matemàtica.
De la mateixa manera, conté informació relacionada amb el comportament dinàmic i no inclou informació de la construcció física del sistema.
Molts sistemes diferents es representen pel mateix diagrama de blocs, com també diferents diagrames de blocs poden representar el mateix sistema, des de diferents punts de vista.